# Hornsyld
Hornsyld er en by i Østjylland med 1.643 indbyggere  (2024), beliggende 13 km syd for Horsens, 24 km nordøst for Vejle, 14 km nordvest for Juelsminde og 12 km øst for Hedensted. Byen hører til Hedensted Kommune og ligger i Region Midtjylland. I 1970-2006 hørte byen til Juelsminde Kommune.
Hornsyld hører til Nebsager Sogn. Nebsager Kirke ligger i Hornsylds østlige bydel Nebsager, som var en kirkelandsby, der i første halvdel af 1900-tallet voksede sammen med Hornsyld. Ved kirken er der en mindepark med en genforeningssten.

## Faciliteter
- Hornsylds første skole fra 1711 lå ved siden af Nebsager Kirke. I 1909 byggede man på den anden side af vejen Hornsyld Skole. Den har 149 elever, fordelt på 0.-6. klassetrin, og 23 ansatte.[2]
- I Hornsyld ligger også Skolen i Midten (SiM), som er overbygningsskole for Hornsyld, Rårup, Stenderup og Stouby skoler. Den har 230 elever, fordelt på 7.-9. klassetrin, og 26 ansatte.[3]
- Skolen i Midten er bygget sammen med biblioteket og Hornsyld Idrætscenter, som rummer idrætshal, motionscenter og svømmehal med 3 bassiner, sauna og romersk dampbad.[4]
- Efterskolen BGI akademiet er en videreudvikling af Bjerre Gymnastik- & Idrætsefterskole og ligger godt 1 km nord for byen.
- Hornsyld Idrætsbørnehus har plads til 20 børn og 100 i børnehaven. Der er 19 ansatte.[5]
- Kildevældet Plejehjem har 48 boliger, hvoraf 2 er 3-rums, resten 2-rums.[6]
- Byen har købmand, slagter, fastfoodrestaurant, pengeautomater, apotek, læger og tandlæge.

## Historie

### Jernbanen
Hornsyld fik station på Horsens-Juelsminde Jernbane (1884-1957). Stationen lå 1 km nordøst for bebyggelsen, men i 1932 blev trinbrættet Hornsyld By oprettet med perron og venteskur. Stationsbygningen er bevaret på Posthusvej 5. Ved Urlev Å syd for Nørremarksvej ligger stadig fundamentet fra en jernbanebro over åen.

### Stationsbyen
I 1904 blev byen beskrevet således: "Hornsyld og Hornsyld Stationsby (1/2 1901: 96 Huse og 522 Indb.) med Forskole, Sygehus, opf. af Amtet 1891 (3 Bygninger: Hovedbygningen med 12 Senge, Epidemibygningen med 24 Senge, en Bygning med Desinfektionsovn, Vaskeri m. m., desuden et Lighus), Apotek, Distriktslægebolig, Ølbryggeri, Gæstgiveri, Savskæreri, Markedsplads (Marked i April og Sept.), Jernbane- og Telegrafst. samt Central for „Bjærge Hrd.’s Telefonselskab“".

## Hornsyld Købmandsgaard
Hornsyld Købmandsgaard blev startet i 1887. Efter et ejerskifte i 1932 satsede virksomheden på grovvarer. Beliggenheden ved jernbanen var ideel til det. En stærk hest kunne trække godsvognene ind på et sidespor langs grovvarebygningerne. Den oprindelige kolonialhandel blev lukket i 1994, og Købmandsgården består nu af 5 selskaber: Agro (grovvarer med 3 foderfabrikker og 2 såsædsanlæg), Olie som har 19 tankstationer i Jylland og leverer olieprodukter over hele landet, Totalbyg som er fortsættelsen af trælasthandelen og bygger haller, TripleA som udvikler og producerer nye protein-koncentrater til husdyrfoder og endelig Skadedyrsservice. Koncernen omsætter 1,8 mia. kroner om året og har ca. 170 medarbejdere. Købmandsgården har nu kontorer i det tidligere Bjørnkjær Andelsmejeri, som stoppede i 1971. Det var oprettet i 1888 og havde ostelager, isfabrikation, detailsalg og et offentligt frysehus. Mejeriet benyttede også jernbanen mens den eksisterede.

## TRIAX
TRIAX startede med produktion af antenner i Hornsyld smedje. Senere fulgte paraboler og løsninger til modtagelse og distribution af video, audio og data. TRIAX har 9 internationale salgsselskaber og opererer i over 60 lande. I starten af 2022 fusionerede TRIAX med spanske Ikusi Multimedia og dannede et samlet selskab med 300 medarbejdere under TRIAX-navnet.